# Gotlandpelsschaap

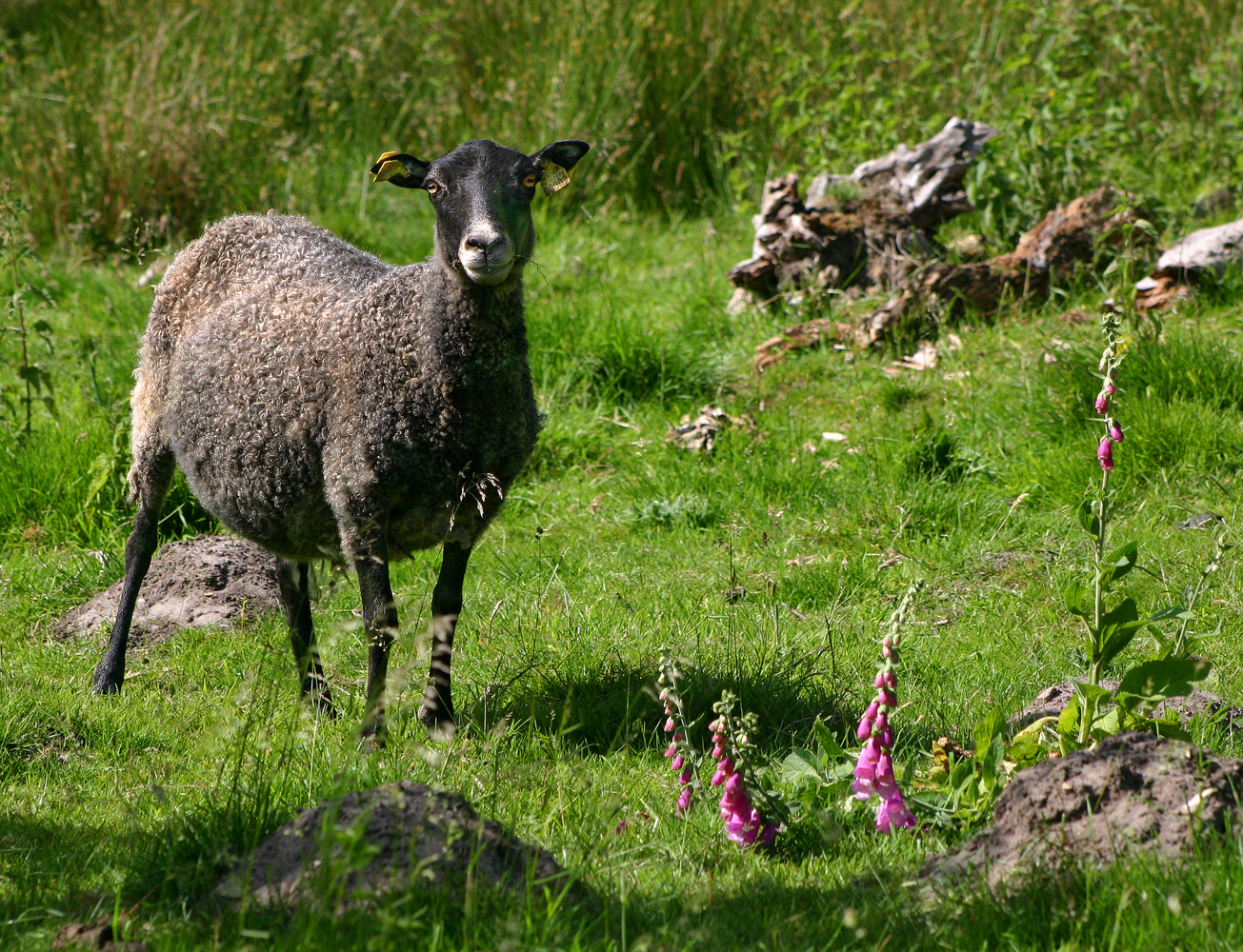
Gotland pelsschaap

Het Gotlandpelsschaap is een schapenras, waarvan er circa 1000 in Nederland zijn (2004).
De afstamming van het Gotlandpelsschaap is niet duidelijk. Zeker is dat er kenmerken in te vinden zijn van diverse rassen, zoals het Zweedse Gute Fårschaap, de Leicester en het karakoelschaap. Het is een typisch kortstaartlandras: sterk, beweeglijk en hindeachtig. De ontwikkeling van de Gotlander is rond 1920 in Zweden begonnen.
De ooien zijn vruchtbaar en lammeren gemakkelijk af. De worpgrootte bedraagt gemiddeld 1.8, waarbij 1-jarige ooien zijn meegerekend. De ooien zijn goede moeders en hun productieperiode is circa 7 jaar.
Het lam is bij de geboorte meestal zwart, wat spoedig verandert in grijs. Kop en poten blijven zwart, soms met witte vlekken. Een lam is pels- en slachtrijp op een leeftijd van ongeveer vijf maanden.
Het vlees van een Gotlander heeft een lichte wildsmaak, is goed gestructureerd en niet vet. Het slachtgewicht ligt tussen de 17 en 22 kilo, op een leeftijd van 5 maanden. Omdat de lammeren erg beweeglijk zijn, is het vlees mager en sappig.
Het Gotlandpelsschaap wordt niet alleen geroemd om zijn vlees, ook de pels en de wol zijn waardevol. De Gotlander levert een zachte, zijdeachtige wol, variërend van licht- tot donkergrijs. Het spinnen van de wol vereist vaardigheid, maar is goed te doen. De wol is zeer geschikt om te vilten en het laat zich goed verven.
De huid is ook geschikt om te laten looien. De vachten kan men ook laten scheren, verven en waxen met een leer- of suèdekant. De kwaliteit van het haar, zoals de dichtheid, de krul en de kleur bepaalt de waarde van de pels. De bewerkte pelzen worden gebruikt voor het vervaardigen van allerlei kledingstukken.